# Christian Walton
Christian Timothy Walton (Truro, 9 de novembre de 1995), és un futbolista professional anglès, que juga de porter en el Ipswich Town a la Football League One.

## Trajectoria esportiva

### Plymouth Argyle
Va començar la seva trajectòria futbolística als 10 anys, al Plymouth Argyle, on va progressar com a futbolista professional. Va entrar convocat al primer equip per primer cop als 16 anys contra el Stoubridge.

### Brighton & Hove Albion
Als 17 anys es va unir al Brighton & Hove Albion, on va finalitzar el seu període escolar i un cop acabat va firmar un contracte de 3 anys.
Va entrar convocat en tres partits, però no va arribar a jugar.

No va debutar amb el Brighton & Hove Albion fins al 29 d’octubre del 2014, contra el Tottenham Hotspur a la Carabao Cup, on van perdre 2-0.
El segon partit jugat amb el Brighton & Hove Albion va ser a la EFL contra el Wigan Athletic on van guanyar 1-0.
No va tornar a sortir amb l’onze inicial fins a l’últim partit de la temporada, contra el Middlesburg.

### Bury F.C.
El juliol del 2015 va ser cedit al Bury F.C. per la temporada sencera, però va retornar al club inicial l’1 de setembre a causa d’una lesió.

### Plymouth Argyle
Amb 20 anys, després de la lesió, el 19 de novembre de 2015 Walton torna al club on va fer la seva primera etapa futbolística, cedit. Va per substituir el recent lesionat porter Luke McCormick, fins al 3 de gener del 2016.

### Luton Town
El 24 de juny del 2016 firma un contracte per tota la temporada amb el Luton Town.
És nominat equip de la setmana principalment per aturar un penal i mantenir la porteria a 0 contra el Notts County.
Va jugar 33 partits amb el Luton Town, i va tornar al Brighton el 31 de gener del 2017 a causa de la lesió del porter.

### Southland United
El Southland firma amb el Brighton per fer una cessió d’emergència, on Walton a de substituir a Ted Smithsonian a causa d’una lesió.
Al cap de set dies ja juga el seu primer partit contra el Oldham Athletic, amb victòria 3-0.
La cessió amb el Southland United va durar fins a l’últim partit de la temporada 2016-17.

### Wigan Athletic
El 12 de juny es firma una cessió d’una temporada sencera.
Va jugar 35 partits i el Wigan va ascendir de lliga.
Va tornar a signar el contracte amb el Wigan el 22 de juny de 2018 fins al juny del 2019.
La temporada 2018-19 el Wigan van quedar en la 18 posició, sense descendir de lliga.

### Blackburn Rovers
El 23 de juliol del 2019 en Walton s'uneix al Blackburn Rovers.
Va jugar tots els partits de la temporada (46) i van quedar en l’11a posició.

### Brighton & Hove Albion
Un cop acabada la cessió retorna al seu club. En el seu primer partit contra el Chelsea al 29 d’agost va jugar mitja part, on es va lesionar. El partit va acabar 1-1.
Amb el Brighton només va acabar jugant 2 partits, a la FA cup.

### Ipswich Town
El 30 d’agost del 2021 va firmar una sessió tota la temporada.
Es va lesionar durant un mes jugant contra el Lincoln City.
El 19 de gener va ser finalment fitxat per l’Ipswich Town, amb un contracte de 2 anys i mig.
Van quedar en l’11a posició i en Walton va jugar 13 partits.